# Gofitskoye (Krasnodar)
Gofitskoye (del ruso: Гофицкое) es un selo del raión de Labinsk del krai de Krasnodar, en el sur de Rusia. Está situado en el borde septentrional del Gran Cáucaso, en la orilla derecha del Bolshaya Labá, constituyente del río Labá, afluente del Kubán, frente a Chernorechenskaya, 47 km al sureste de Labinsk y 178 km al sureste de Krasnodar, la capital del krai. Tenía 592 habitantes en 2010
Pertenece al municipio Otvazhnenskoye.

## Historia
Antes de la Gran Guerra Patria era conocido como Zabolotni.

## Economía y transporte
Hasta 2005, en que cayó en la quiebra, funcionaba en la localidad la quesería Gofitski syrzavod (Гофицкий сырзавод). Poco después cerró también la panificadora, reduciéndose sensiblemente el número de cabezas de ganado en la localidad. Queda en funcionamiento una lechería.
Está en la carretera Labinsk-Ajmetovskaya, que constituye su calle principal, la calle Lenin.